# Abdullah al-Harari
Abdullah al-Harari (arabe : عبد الله الهرري) est le chef du groupe soufi Ahbaches. Il a vécu et enseigné à Beyrouth au Liban. Il est né en 1910 (1328 de l'Hégire) à Harar, en Éthiopie et décédé le 2 septembre 2008, à 98 ans.

## Biographie
Al-Harari est le chef de l'Association des projets de bienfaisance islamiques ou Al-Ahbach, une association internationale de musulmans opposée aux Wahhabites.
Abdullah ibn Muhammad ibn Yusuf al-Harari al-Shaybi al-'Abdari serait né en 1910 à Harar en Éthiopie. La ville d'Harar est un émirat indépendant de l'Éthiopie chrétienne du Xe au XIXe siècle. Après sa conquête en 1887 par l'Éthiopie, les deux confessions cohabitent de manière paisible à Harar. À partir de 1941, des musulmans locaux, proches des Wahhabites saoudiens, tentent de renforcer le mouvement indépendantiste régional. Abdullah al-Harari est au contraire partisan de la coexistence entre les deux confessions. Si l'État éthiopien affronte les partisans d'une indépendance de la zone à majorité musulmane, il s'en prend aussi à al-Harari et l'emprisonne en 1948. Al-Harari est contraint à l'exil, d'abord à La Mecque et à Jérusalem puis, depuis 1950, à Beyrouth.
À Beyrouth, il participe à la vie religieuse locale comme mufti et auteur d'ouvrages théologiques. Il travaille dans diverses associations dont l'Association des projets de bienfaisance islamiques dirigée par Muhiyy al-Din al-Ajuz (ar). À la mort d'al-Ajuz en 1983, al-Harari devient chef de l'association. Dans un contexte politico-religieux libanais fracturé entre les chiites, les sunnites et les chrétiens, le message de coexistence interconfessionnel porté par l'association Al-Ahbach est attrayant. Soutenu par les autorités, Al-Ahbach se développe et noue des liens avec l'université al-Azhar du Caire. De nombreux musulmans, en particulier dans les pays non majoritairement musulmans, rejoignent Al-Ahbach qui déclare compter environ 250 000 membres vers la fin des années 1990.

## Publications
- As-Siratou l-Moustaqim (Le chemin de droiture dans la science de la croyance), édité.
- Ad-Dalilou l-Qawim ^ala s-Sirati l-Moustaqim (La preuve authentique sur le livre "le Chemin de Droiture" dans la science de la croyance), édité
- Moukhtasarou ^Abdi l-Lahi l-Harariyy Al-Kafilou bi ^ilmi d-Dini d-Darouriyy (Le résumé de ^Abdou l-Lahi l-Harariyy garantissant la connaissance personnelle indispensable de la religion) [2] – édité.
- Boughyatou t-Talib li Ma^rifati l-^Ilmi d-Diniyyi l- Wajib (Le souhait de celui qui est en quête de la connaissance de la science obligatoire de la religion)[3], édité.
- At-Ta^aqqoubi l-Hathith ^ala man Ta^ana fima Sahha mina l-Hadith (La riposte vive contre celui qui a porté atteinte à ce qui a été authentifié dans le Hadith)
- Nousratou t-Ta^aqqoubi l-Hathith ^ala man Ta^ana fima Sahha mina l-Hadith (renfort de La riposte vive contre celui qui a porté atteinte à ce qui a été authentifié dans le Hadith), édité.
- Charhou l-^Aqidati t-Tahawiyyah (commentaire du Traité de la croyance de l'Imam At-Tahawiyy) – édité.
- Charhou Matni Abi Chouja^ (commentaire du Manuel de Abou Chouja^ dans le fiqh chafi^iyy').
- Charhou s-Sirati l-Moustaqim (commentaire du livre "Le chemin de droiture").
- Charhou Matni l-^Achmawiyyah (commentaire du Manuel Al-^Achmawiyyah dans le fiqh malikiyy).
- Charhou Moutammimati l-'Ajourroumiyyah (commentaire des Compléments de Al'Ajourroumiyyah dans la grammaire arabe).
- Charhou l-Bayqouniyyah (commentaire de Al-Bayqouniyyah dans la terminologie du Hadith).
- Sarihou l-Bayan fi r-Raddi ^ala man Khalafa l-Qouran (Démonstration claire en réponse à qui s'oppose au Coran) – édité.
- Charhou Alfiyyati s-Souyoutiyy (commentaire des mille vers de As-Souyoutiy' dans la science de la terminologie du Hadith), manuscrit.
- Un poème sur la croyance en soixante vers environ, manuscrit.
- Al-Matabilou l-Qafiyyah Charhou l- ^Aqidati n-Naçafiyyah (commentaire du Traité de la croyance de l'Imam An-Naçafiyy), édité.
- Charhou Alfiyyah z-Zoubad, (commentaire des mille vers de Az-Zoubad dans le fiqh chafi^iyy), manuscrit.
- Charhou Matni Abi Chouja^ (commentaire du Manuel de Abou Chouja^; dans le fiqh chafi^iyy).
- Al-Malaqatou s-Sounniyyah fi Kachfi dalalati Ahmad Ibni Taymiyyah (Les écrits sunnite pour dévoiler les hérésies de Ahmad ibnou Taymiyah[4]), édité.
- Kitabou d-Dourri n-Nadid (Dans les jugements de la récitation), édité.
- Charhou s-Sifati th-Thalath ^Achar (commentaire des treize attributs), édité.
- Al-^Aqidatou l-Mounjiyah (La croyance salvatrice).
- Al-Mawlidou ch-Charif (La naissance honorée), édité.
- Charhou Kitab Soullamou t-Tawfiq 'ila Mahabbati l-Lahi ^ala t-Tahqiq (commentaire du t-Tawfiq 'ila Mahabbati l-Lahi ^ala t-Tahqiq du chaykh ^Abdou l-Lah Ba^alawi), manuscrit.
- Charhou t-Tanbih (commentaire du At-Tanbih de l'imam Ach-Chiraziyy), inachevé.
- Charhou Minhajou t-Toullab (commentaire du Minhajou t-Toullab du chaykh Zakariyya' Al-'Ansariyy), inachevé.